# Траковице
Траковице (слч. Trakovice) насељено је мјесто са административним статусом сеоске општине (слч. obec) у округу Хлоховец, у Трнавском крају, Словачка Република.

## Становништво
| Година:    | 1994. | 2004.   | 2014.    | 2024.   |
| ---------- | ----- | ------- | -------- | ------- |
| Број људи: | 1253  | 1321    | 1511     | 1539    |
| Разлика:   |       | +5,42 % | +14,38 % | +1,85 % |

| Година:    | 2023. | 2024.   |
| ---------- | ----- | ------- |
| Број људи: | 1545  | 1539    |
| Разлика:   |       | -0,38 % |

Према подацима о броју становника из 2024. године насеље је имало 1539 становника.

## Познате особе
- Јозеф Бокор  (*1897 – † 1968), СДБ, римокатолички cвештеник, религијски затвореник (осуђен на 4 године затвора)[6]